# Bearcreek (Montana)
Bearcreek é uma cidade  localizada no estado americano de Montana, no Condado de Carbon.

## Demografia
Segundo o censo americano de 2000, a sua população era de 83 habitantes. 
Em 2006, foi estimada uma população de 86, um aumento de 3 (3.6%).

## Geografia
De acordo com o United States Census Bureau tem uma área de 
0,3 km², dos quais 0,3 km² cobertos por terra e 0,0 km² cobertos por água.

## Localidades na vizinhança
O diagrama seguinte representa as localidades num raio de 36 km ao redor de Bearcreek. 